# 레드커런트
레드커런트(영어: redcurrant, 학명: Ribes rubrum 리베스 루브룸[*])는 까치밥나무과의 낙엽성 관목이다.
일반적으로 1m에서 1.5m까지 성장하며 최대 2m까지 자라기도 한다. 손바닥 모양으로 갈라진 잎이 줄기에 나선 모양으로 배열되어 있다. 꽃은 눈에 띄지 않는 황록색이며, 꽃이 진 곳에 직경 8~12mm의 밝고 붉은 반투명 식용 열매가 4~8cm 정도의 크기로 무리지어 맺힌다. 각 무리에 약 3~10개의 열매가 있다. 열매는 한여름에서 늦여름까지 수확할 수 있다.

## 분포
유럽에 분포한다. 서유럽(네덜란드, 벨기에, 영국), 중앙유럽(독일), 남유럽(스페인, 프랑스)이 원산지이다.